# Teatro Nazionale (Albania)
Il Teatro Nazionale d'Albania (Teatri Kombëtar in albanese) è stato il teatro principale di Tirana.
Costruito in stile razionalista nel 1939, durante il protettorato italiano del Regno d'Albania dall'architetto Giulio Bertè, con impronta futuristica e metafisica dell'epoca, nel 2018 il governo di Edi Rama sceglie di demolirlo per ricostruirne uno più grande e moderno. 
Nel 2020 viene compreso da Europa Nostra nel programma 7 Most Endangered, come esempio eccezionale della architettura razionalista degli anni Trenta in Albania, nonché uno dei suoi centri culturali più importanti del Paese.
Dopo una lunga e pacifica protesta popolare per la sua salvaguardia storica e rappresentativa, in quando "monumento artistico-culturale", che ha generato arresti di civili, attori e registi dello stesso Teatro, viene abbattuto in modo deciso prima dell'alba del 17 maggio 2020. L'accaduto ha sconvolto e scandalizzato gli intellettuali e in generale l'opinione pubblica albanese, nonché provocato sconcerto e riprovazione anche nel mondo della cultura internazionale.
Nello stesso sito, nel dicembre 2022 sono cominciati i lavori per la costruzione del nuovo Teatro Nazionale d'Albania.

## Storia

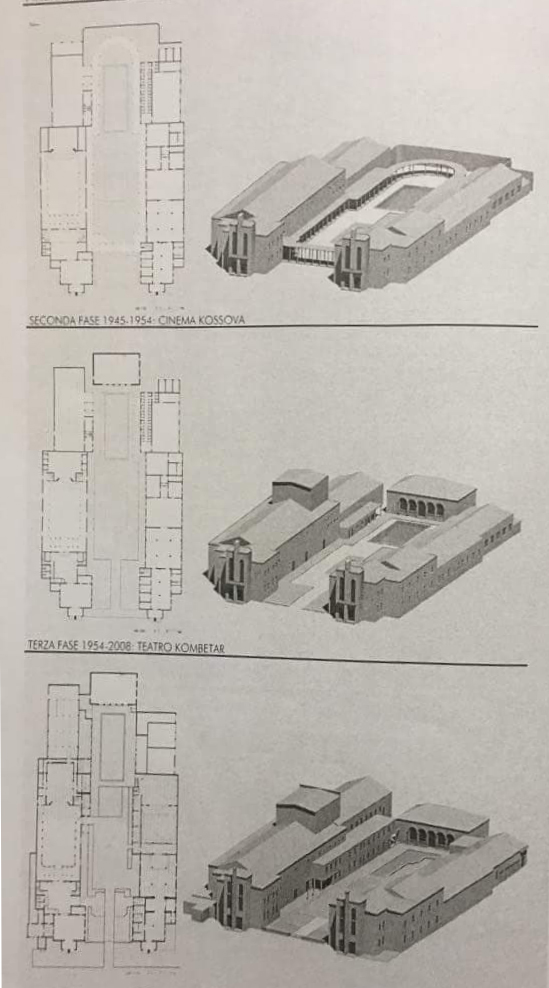
Schemi volumetrici e planimetrie del Teatro Nazionale d'Albania in tre diversi periodi

Costruito nel 1939, servì dapprima come cinema per lo svago dei soldati italiani in licenza. In seguito fu ribattezzato "Cinema Teatro Kosovo" (albanese: Kinema Teater Kosova). 
Terminata la guerra, il 24 maggio 1945 fu reinagurato con il nome di "Teatro Professionale dello Stato" (albanese: Teatër Profesionist i Shtetit) per poi cambiare nome in "Teatro popolare" (albanese: Teatri Popullor). Nel giugno 1991 prese nome di "Teatro Nazionale".
Nel 2018 il governo albanese ne ha deciso la demolizione e ha temporaneamente trasferito la sua compagnia teatrale in via Sami Frasheri nel quartiere Tirana Re. Al suo posto sarà costruito un nuovo teatro disegnato dallo studio danese BIG. L'abbattimento è stato completato nel maggio del 2020.
Questo ha suscitato ampie critiche di gruppi di cittadini, studenti, e proteste di politici e artisti locali, decine dei quali arrestati. Il governo e il primo ministro dell'Albania sono stati pubblicamente accusati dagli stessi socialisti e altri politici, inoltre, di operare a Tirana per il riciclaggio di denaro e speculazione edilizia.